# タルワー級フリゲート (12型フリゲート)
タルワー級フリゲート（タルワーきゅうフリゲート、英語: Talwar-class frigate）は、インド海軍のフリゲートの艦級。イギリス海軍の12型フリゲート（ホイットビィ級）の準同型艦としてイギリスで建造され、1959年から1960年にかけて2隻が就役した。

## 来歴
イギリス領インド帝国時代の王立インド海軍 (Royal Indian Navy) は、第二次世界大戦での連合国の勝利に大きく貢献し、1944年末の時点で117隻の艦艇を擁していた。そして1945年の時点では、大型水上艦のうち4隻の艦長をインド人が務めていたが、しかし一方で、依然として多くの幹部職をイギリス人に頼っていた。そしてまた、水兵の多くはイスラム教徒だったため、1947年のインド・パキスタン分離独立の際には、王立インド海軍の艦隊の半分以上がパキスタン側に帰属することになった。
第二次世界大戦後期より王立インド海軍の大規模な増強計画が進められており、1943年中盤には巡洋艦・駆逐艦の導入が提案された。1950年には「王立インド海軍」から「インド海軍」へと改称し、1952年には初めてインド人提督が上級指揮官に補職された。このように独立性を高めるとともに艦隊の拡充も図られ、大戦中に提案された巡洋艦・駆逐艦は1948年から1949年にかけて順次に就役したほか、1954年にはイギリス海軍の防空護衛艦である41型フリゲートおよび廉価型対潜護衛艦である14型フリゲートの準同型艦が3隻ずつ発注された。そして1956年には、14型と対になる高性能型対潜護衛艦である12型フリゲート（ホイットビィ級）の準同型艦2隻が発注された。これが本級である。

## 設計
上記の経緯より、イギリス海軍のホイットビィ級の設計がおおむね踏襲されているが、インドでの運用に合わせて、一部が改正された。
主機もホイットビィ級と同系列で、バブコック・アンド・ウィルコックス（B&W）社製の水管ボイラー2缶（圧力38.7 kgf/cm2 (550 lbf/in2)、温度450 °C (842 °F)）とくみあわせたギアード・タービン（出力30,000馬力）で2軸のスクリュープロペラを駆動する方式とされた。電源の合計出力もホイットビィ級と同じく1,140キロワットであった。

## 装備
レーダーとして、当初は293型レーダーが搭載されていたが、1982年から1983年の改修の際に、対空・対水上捜索用としてRALW-04（DA-05）、対水上捜索用としてZW-06が搭載された。また1970年代にSSMを搭載した際に、砲射撃指揮装置を撤去して、MR-331「ラングアウト」（ NATOコードネーム：スクエア・タイ）も搭載されていた。ソナーは、探信儀として177型、海底捜索用として162M型、対潜迫撃砲の目標捕捉用として170B型が搭載されていた。
艦砲はホイットビィ級と同様で、45口径114mm連装砲（QF 4.5インチ砲Mk.6）を搭載した。一方、対空兵器としては、ホイットビィ級ではSTAAG式の56口径40mm連装機銃を備えていたのに対し、本級では、Mk.V 56口径40mm連装機銃をCRBF機銃射撃指揮装置と組み合わせて搭載した。対潜兵器はリンボー対潜迫撃砲2基を搭載した。
その後、「タルワー」では1974年から1975年にかけて、また「トリシュル」でも1977年から1978年にかけて114mm連装砲を撤去し、退役した205型大型ミサイル艇（オーサ型）から流用したP-15「テルミート」（SS-N-2「スティックス」）艦対艦ミサイルを搭載した。また1982年から1983年にかけて対潜迫撃砲のうち1基を撤去して、格納庫およびヘリコプター甲板を設置し、チャタク・ヘリコプター1機の搭載・運用が可能になった。この際に、高角機銃もソビエト連邦製のAK-230に換装された。

### 兵装・電装要目
|          | 竣工時                                | 改修後                     |
| -------- | ------------------------------------- | -------------------------- |
| 兵装     | 45口径114mm連装砲×1基                 | P-15 SSM×3発               |
| 兵装     | 56口径40mm機銃×4門 (連装1基＋単装2基) | AK-230 30mm機銃×2基        |
| 兵装     | リンボー対潜迫撃砲×2基                | リンボー対潜迫撃砲×1基     |
| 兵装     | リンボー対潜迫撃砲×2基                | 324mm3連装短魚雷発射管×2基 |
| 艦載機   | －                                    | チャタク×1機               |
| レーダー | 293型 捜索用                          | RALW-04 対空捜索用         |
| レーダー | 293型 捜索用                          | ZW-06 対水上捜索用         |
| レーダー | 293型 捜索用                          | MR-331 SSM射撃指揮用       |
| ソナー   | 177型 探信儀                          | 177型 探信儀               |
| ソナー   | 162M型 海底捜索用                     |                            |
| ソナー   | 170B型 目標捕捉用                     |                            |

## 同型艦一覧
| #   | 艦名                   | 造船所                      | 起工           | 進水           | 就役           | 退役   |
| --- | ---------------------- | --------------------------- | -------------- | -------------- | -------------- | ------ |
| F40 | タルワー INS Talwar    | キャメル・ レアード         | 1957年 6月7日  | 1958年 7月18日 | 1959年 4月26日 | 1992年 |
| F43 | トリシュル INS Trishul | ハーランド・ アンド・ウルフ | 1957年 2月19日 | 1958年 6月18日 | 1960年 1月13日 | 1992年 |